# Olympisches Dorf (London)

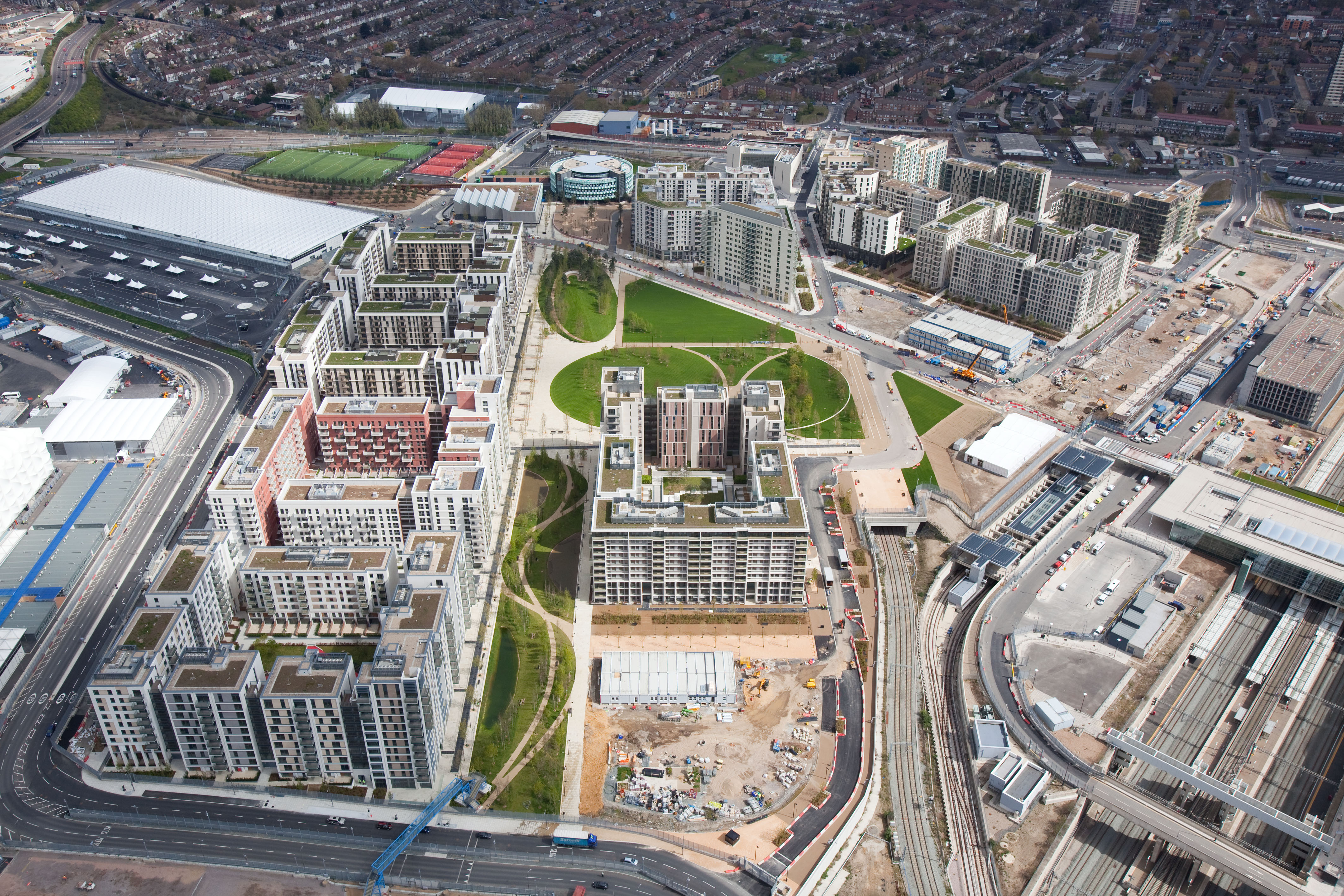
Luftansicht des olympischen Dorfes, rechts der Bahnhof Stratford International (April 2012)

Das olympische Dorf (englisch Olympic Village) ist eine Wohnsiedlung in London. Sie befindet sich im Stadtteil Stratford (London Borough of Newham), im nordöstlichen Teil des Olympiaparks. Während der Olympischen Spiele 2012 und der Paralympics 2012 lebten hier die meisten Athleten und Betreuer. Im Süden wird das olympische Dorf vom Bahnhof Stratford International begrenzt, im Nordwesten von der temporären Basketball Arena. Der Stadtteil heißt heute East Village.
1908 und 1948, als in London ebenfalls Olympische Spiele stattfanden, gab es keine olympischen Dörfer; die Athleten wohnten damals in Hotels und Schulen.

## Projektentwicklung
Im Mai 2008 erhielt das australische Unternehmen Lend Lease Group von der Planungsbehörde Olympic Delivery Authority (ODA) den Zuschlag zum Bau des olympischen Dorfes. Verschiedene Medien vermuteten bei diesem Geschäft Vetternwirtschaft, da der bis 2011 amtierende ODA-Vorsitzende David Higgins früher CEO von Lend Lease gewesen war. Auf dem Gelände befand sich zuvor überwiegend ungenutztes industrielles Brachland. Im Mai 2008 begannen die Bauarbeiten. 28 Gebäude mussten abgerissen werden, darunter ein Kühlhaus und zwei zwölfgeschossige Hochhäuser der University of East London.
Ursprünglich wollte Lend Lease das olympische Dorf nicht nur bauen, sondern weitgehend selbst finanzieren und anschließend die Wohnungen gewinnbringend verkaufen. Als Folge der weltweiten Wirtschaftskrise konnte das Unternehmen jedoch nicht genügend Kapital aufbringen, um das 1,1 Milliarden Pfund teure Bauvorhaben vorzufinanzieren. Im Mai 2009 musste der britische Staat einspringen und die Kosten übernehmen. Insgesamt bezahlte die öffentliche Hand 750 Millionen Pfund, weitere 168 Millionen wurden von Banken geliehen (darunter die Europäische Investitionsbank) und 179 Millionen kamen durch Kosteneinsparungen zusammen. Im August 2011 verkaufte die ODA das Olympische Dorf für 557 Millionen Pfund an die Immobiliengesellschaft der Herrscherfamilie von Katar; für die Steuerzahler resultierte ein Verlust von 275 Millionen Pfund.
Am 27. Januar 2012 wurde das olympische Dorf dem Organisationskomitee LOCOG übergeben, woraufhin es die fertiggestellten Gebäude für die Bedürfnisse der Athleten einrichtete. Während der Spiele stehen 17.320 Betten für Athleten und Betreuer zur Verfügung. Alle Wohnungen verfügen über Fernseher, Internetanschluss und WLAN. Hinzu kommen verschiedene Läden, Freizeitangebote und medizinische Einrichtungen. Im zentralen Speisesaal können gleichzeitig 5500 Personen verpflegt werden.
Nach den Spielen und den darauf folgenden Umbauten wird es insgesamt 2818 Wohnungen geben. Von diesen werden 1439 als Eigentumswohnungen verkauft und 1379 zu sozialen Bedingungen vermietet. Die Siedlung wird außerdem Kindertagesstätten, ein Gesundheitszentrum, 10 Hektar Grünflächen und ein Schulkomplex für 1800 Schüler umfassen. Die Siedlung wird den Namen Chobham Manor erhalten, benannt nach einem Gutshof, der vom 14. bis 19. Jahrhundert an dieser Stelle existierte.